# Припек (област Кърджали)
 За другите български села с това име вижте Припек.  
Припек е село в Южна България. То се намира в община Джебел, област Кърджали. То е единственото българско село в община Джебел.

## География
Село Припек се намира на границата между Родопите и Източните Родопи, в югоизточните склонове на Жълти рид, на 800 м надморска височина. Разположено е близо до границата на областите Кърджали и Смолян. Отстои на 15 км югозападно от Джебел, на 35 км от областния център Кърджали и на около 300 км от София. Всяка година се провежда традиционен събор на селото през месец май.

## Население
Численост на населението според преброяванията през годините:
| \| Година на преброяване \| Численост \| \| --------------------- \| --------- \| \| 1934 \| 486 \| \| 1946 \| 569 \| \| 1956 \| 654 \| \| 1965 \| 864 \| \| 1975 \| 1014 \| \| 1985 \| 1051 \| \| 1992 \| 1122 \| \| 2001 \| 953 \| \| 2011 \| 907 \| \| 2021 \| 768 \| |           |
| Година на преброяване | Численост |
| 1934 | 486       |
| 1946 | 569       |
| 1956 | 654       |
| 1965 | 864       |
| 1975 | 1014      |
| 1985 | 1051      |
| 1992 | 1122      |
| 2001 | 953       |
| 2011 | 907       |
| 2021 | 768       |

### Етнически състав
Жителите на селото са българи, около половината от тях се определят за християни, другата половина за мюсюлмани.
Преброяване на населението през 2011 г.
Численост и дял на етническите групи според преброяването на населението през 2011 г.:
|                     | Численост | Дял (в %) |
| Общо                | 907       | 100,00    |
| Българи             | 760       | 83,79     |
| Турци               |           |           |
| Цигани              | 0         | 0,00      |
| Други               |           |           |
| Не се самоопределят |           |           |
| Неотговорили        | 146       | 16,09     |

## Политика
Към 2004 г. от Общински съвет Джебел не са отделени средства за селото. Това според кмета се дължи на политиката на ДПС към различната етническа принадлежност от турците. Кметът на селото Филип Хитов констатира:
| „ | Докато Припек е част от община Джебел, няма да върви нагоре, а надолу. | “ |

Кметът пише писма до шефа на парламента и шефовете на всички групи в него с предложение за поправка в закона за местното самоуправление. Според този закон към този момент, за да стане едно селище община, трябва да има поне 5000 жители. Кметът на селото предлага след този текст да се сложи запетайка и да се добавя „с изключение за планински и гранични села, които могат да имат не по-малко от 1000 жители“.

### Кметове на кметство
Кметове на кметство в село Припек, избирани на местните избори през годините:
- 2003 – Филип Райков Хитов (независим). Получава 208 действителни гласа и печели от на първи тур с 61,72%, пред Иван Господинов Пашов от НДСВ с 38,27%. Броят на избирателите е 757.[4]
- 2007 – Асен Митев Славов (БСП). Получава 220 действителни гласа и печели от на първи тур с 55,00%, пред Асен Росенов Смилянов от инициативен коминет с 24,00% и Милко Сивков Пехливанов от политическо движение „Социалдемократи“ с 21,00%. Броят на избирателите е 757.[5]
- 2011 – Стефан Славчев Джуванов (ГЕРБ). Получава 308 действителни гласа и печели от на първи тур с 66,09%, пред Боян Митев Шишков от БСП с 28,76% и Илия Кирилов Бонев от коалиция Десен съюз – Джебел с 5,15%. Броят на избирателите е 740.[6]
- 2015 – Стефан Славчев Джуванов (ГЕРБ). Единствен кандидат за кмет, получава 397 действителни гласа от общо 727 избиратели.[7]
- 2019 – Стефан Славчев Джуванов (ГЕРБ). Единствен кандидат за кмет, получава 395 действителни гласа от общо 724 избиратели.[8]

## Обществени институции
- Средно училище „Паисий Хилендарски“[9] (основано през 1920 г.)[10]
- Народно читалище „Димитър Благоев – 1963“[11]
- Православна църква „Свети Илия“[12]
- Целодневна детска градина „Песнопой“[9]

## Редовни събития
- 24 май – Традиционен пролетен събор, посветен на родопската песен.[13]